# Ciénaga de Mallorquín
La ciénaga de Mallorquín es una albufera ubicada en el extremo norte de Barranquilla, Colombia, sobre la margen occidental de la desembocadura del río Magdalena, que forma parte de los 2250 km² de la llanura aluvial septentrional inundable de dicho río. El agua dulce del Magdalena se mezcla con la salada del mar Caribe formando un humedal de tipo estuario. En 2023 se desarrolló un ecoparque turístico en su borde sur.
Tiene una superficie de 745 hectáreas aproximadamente, un perímetro de 11 km y una profundidad máxima de 1,3 m. El manglar abarca 298 ha.

## Ubicación

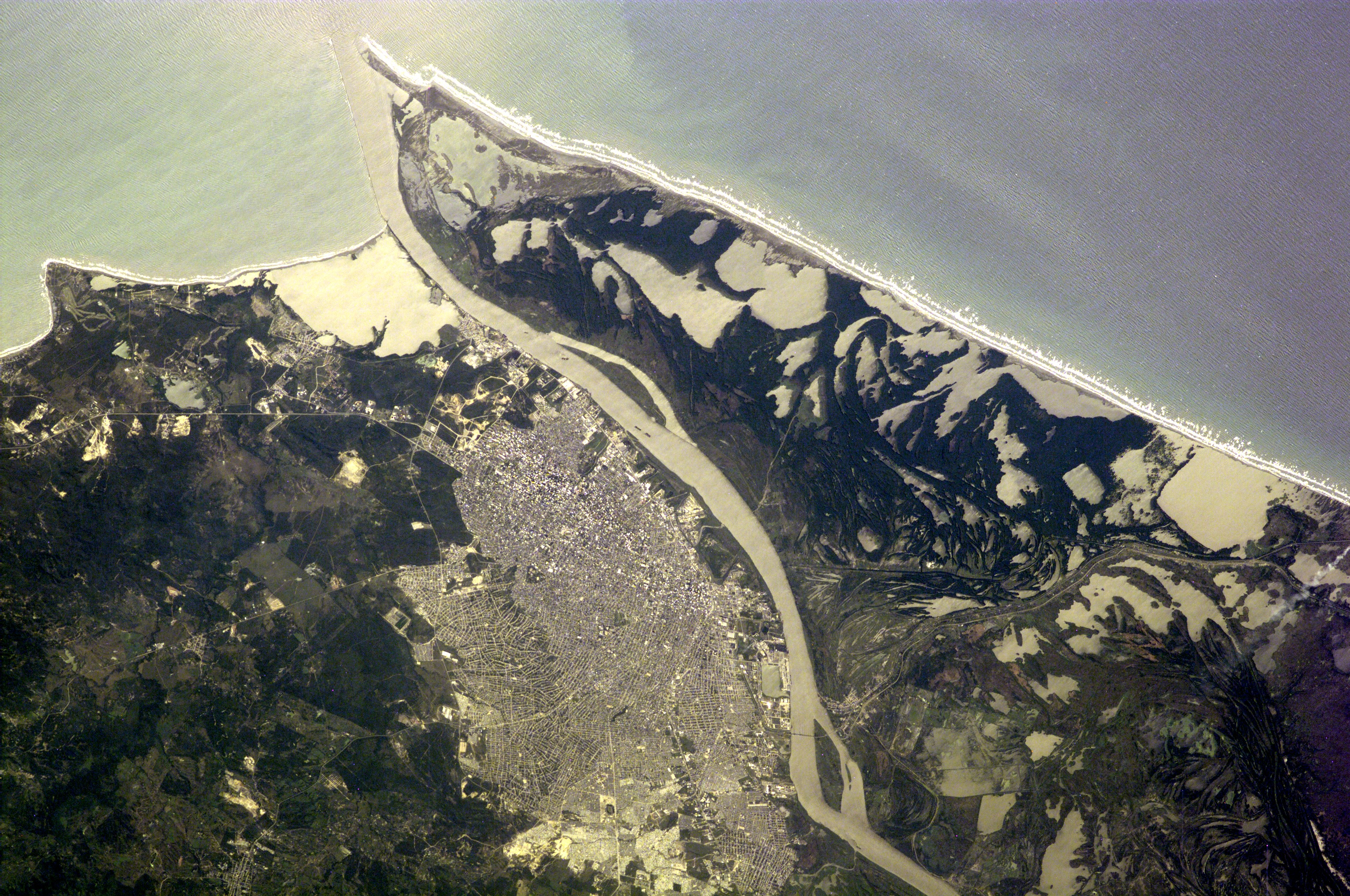
Vista satelital de la ciénaga de Mallorquín al norte de Barranquilla, adyacente a la margen occidental del río Magdalena

La ciénaga de Mallorquín está ubicada en su totalidad en el extremo norte de Barranquilla, sobre la margen izquierda de la desembocadura del río Magdalena (Bocas de Ceniza) en el mar Caribe. Forma parte del delta de estuarios del  río Magdalena y la Ciénaga Grande de Santa Marta. Sus coordenadas son 11º 05’ 55’’-08’ 54’’ N y 74° 51’’-53’ 28’’ W. Cubre una extensión de aproximadamente 750 ha (6,5 km²) y en promedio tiene 1 m de profundidad.

### Límites
Limita al norte con el mar Caribe de manera natural, al sur con la avenida Circunvalar que comunica al corregimiento de La Playa con el barrio Las Flores, al oriente conecta con el río Magdalena por medio de dos tubos artificiales que atraviesan el tajamar occidental, y al occidente limita con la desembocadura del arroyo Grande.

## Historia
Antes de 1935, la ciénaga de Mallorquín era un sistema de lagunas costeras que comunicaban con el mar, ubicadas sobre la margen izquierda del tajamar occidental de Bocas de Ceniza, conformado por cuatro ciénagas: de Mallorquín, de San Nicolás, Grande y de la Playa. En 1935, en el marco de las obras que permiten el acceso de buques al casco urbano de Barranquilla a través de Bocas de Ceniza, se construyeron los tajamares en el delta del río Magdalena y el dique Boyacá, el cual propició el deterioro de la ciénaga y el hábitat natural de diversas especies de fauna y flora, en especial del mangle, al impedir la alimentación de las aguas estuarias del río. Además, la ciénaga comenzó a ser utilizada como receptáculo del alcantarillado de la ciudad, por lo que registra altos niveles de contaminación y sedimentación. Esta situación ha empezado a cambiar por la implementación de un novedoso sistema de depuración de las aguas residuales que logra importantes mejoras sobre este cuerpo de agua.
Al desaparecer las barras que separaban las tres últimas ciénagas mencionadas, como resultado de un proceso de evolución posterior a la construcción de los tajamares de Bocas de Ceniza y del dique Boyacá, quedaron unidas conformando una sola, a la cual se le siguió conociendo con el nombre de ciénaga de Mallorquín, considerada hoy como un ecosistema de gran importancia para el desarrollo sostenible de la región.

### Fauna
La ciénaga es un humedal de importancia Ramsar donde viven 79 especies de aves, nueve de peces, nueve de anfibios y siete de reptiles. 
En la ciénaga habitan especies nativas de aproximadamente cuatro familias de peces (Mugilidae, Engraulidae, Gerreidae y Ariidae) y cuatro especies (Mugil incilis, Cetengraulis edentulus, Diapterus rhombeus y Eugerres plumieri. De 36 especies de peces registradas, el 16% son residentes, 84% son visitantes, 58% son visitantes ocasionales y 26% visitantes frecuentes del mar Caribe o el río Magdalena.  
En la ciénaga de Mallorquín se han registrado 153 especies de aves distribuidas en 37 familias y 19 órdenes:
- 90 son residentes
- 54 son migratorias boreales
- 1 migratoria austral
- 3 migratorias locales
- 2 endémicas
- 4 subespecies endémicas
- 9 amenazadas
- 82 acuáticas estrictas
- 10 acuáticas no estrictas.

Además se presentan:
- Conirrostro manglero.
- Garza rojiza (en estado vulnerable).
- 9 especies de peces representadas en 8 familias.
- 11 especies de mamíferos (mapaches, murciélagos, ardillas, entre otros).
- Crustáceos como el cangrejo violinista.[8]

## Flora

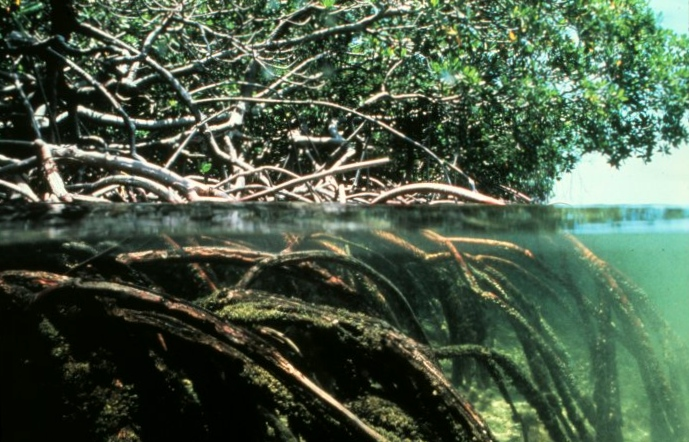
Mangle rojo, especie predominante en la ciénaga de Mallorquín.

Este espacio de biodiversidad cuenta con 15 especies vegetales, de las cuales predomina el mangle rojo.De las especies vegetales, se encuentran 4 de las 5 especies de mangle que existen en Colombia:
- Rojo: es un árbol perennifolio que permanece verde todo el tiempo.
- Zaragoza: es el último en ubicación del mar hacia la tierra.
- Amarillo: se encuentra en el área inundable.
- Negro: sus raíces son aéreas, lo que le permite respirar en los sistemas lagunares.

## Ecoparque
En enero de 2020, el alcalde Jaime Pumarejo propuso convertir a Barranquilla en una diverciudad con el proyecto bandera del ecoparque de la ciénaga de Mallorquín, que incluye recuperación ambiental del cuerpo de agua, senderos ecológicos, muelles, miradores palafíticos, torres miradores y zona habilitada para la práctica de deportes náuticos y ciclovías. El ecoparque fue inaugurado el 31 de agosto de 2023. Es un espacio ecoturístico que ofrece rutas de senderos palafíticos entre dos ecosistemas: de manglar y de humedal o estuario. Incluye las siguientes soluciones ecológicas:
- Saneamiento ambiental de las cuencas noroccidental y nororiental.
- Saneamiento del arroyo León.
- Fase 2 de la playa de Puerto Mocho.
- Barrera de protección de la playa de Puerto Mocho.
- Ficorremediación.
- Revegetación de mangle.

Sus unidades funcionales son:
- Unidad funcional 1: Ecoparque sendero manglar.
- Unidad funcional 2: Ecoparque sendero estuario.
- Unidad funcional 3: Cierre técnico de antiguo botadero y construcción de bosque urbano.
- Unidad funcional 4: Actividades de aventura y deporte.
- Unidades funcionales 5 y 6: Diseño urbano paisajístico y conector con la comunidad.

#### Horario
- Martes a domingos: 6:00 a. m. - 6:30 p. m.
- Lunes: cerrado.
- Lunes festivo: 6:00 a. m. - 6:30 p. m.
- Martes siguiente a festivo: cerrado.

La entrada es gratuita.